# 社会党 (比利时)

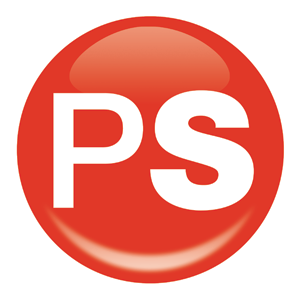
社會黨舊標誌

社会党（法語：Parti Socialiste，法語發音：[paʁti sɔsjalist]，缩写为PS），此前为与荷兰语社会党作区分亦称法语社会党，比利时法语区政党。该党在比利时德语区也有活动，其在德语区的分支名为东比利时社会党（德語：SP Ostbelgien）。
該黨在2010年大選後成為眾議院第二大政黨，在歷經541天無政府僵局後，法語社會黨主席埃利奥·迪吕波成功組成聯合政府並擔任首相，同時也是自1974年來首位法語區出身的首相，也是首位同性戀首相。

## 历史
该党历史可以追溯至1885年成立的比利时工党。1940年，比利时工党正式解散。1945年，原比利时工党成员创立比利时社会党。随着比利时语言和族群矛盾加剧，1978年，比利时社会党分裂为代表弗拉芒社群的荷兰语社会党（2001年更名为“不同社会党”，2021年更名为“前进”）和代表法语社群的法语社会党。